# Rivka Horwitz
Rivka Horwitz (* im November 1926 in Bad Homburg vor der Höhe als Rivka Goldschmidt; † 4. Januar 2007 in Jerusalem) war eine israelische Philosophin und Professorin für Philosophie und Jüdische Geistesgeschichte an der Ben-Gurion-Universität im Negev.

## Leben
Rivka Goldschmidt wurde im November 1926 in Bad Homburg vor der Höhe geboren. Ihr Vater leitete in Bad Homburg ein jüdisches Sanatorium. Er starb kurz nach Rivkas Geburt. So fiel es der Mutter, die aus Russland stammte und Zionistin war, nicht schwer, bald nach der „Machtergreifung“ der Nationalsozialisten nach Palästina auszuwandern.
Nach Beendigung der Schulzeit und des Militärdienstes in Israel studierte Rivka Philosophie, Jüdische Geistesgeschichte und Religiöse Mystik in Jerusalem und in New York. In den Vereinigten Staaten heiratete sie Josef Horwitz. 1962 erwarb sich Rivka Horwitz mit einer Arbeit über die Sprachphilosophie von Franz Rosenzweig den PhD an der University of Pennsylvania (Bryn Mawr) – der ersten Dissertation über Rosenzweig seit 1933.
Nach mehreren Anstellungen als Lecturer, Senior Lecturer und Associate Professor in den USA kehrte sie mit ihrem Mann und ihren beiden Kindern nach Israel zurück, wo Josef Horwitz, ScD eine Professur für Chemie an der Hebräischen Universität Jerusalem erhielt und Rivka Horwitz als Professorin für Jewish Thought im Department of History an der Ben-Gurion-Universität im Negev lehrte.
Die Schwerpunkte ihrer Arbeiten lagen in der Erforschung des jüdischen Erbes in der deutschen Geistesgeschichte vom Moses Mendelssohn bis Martin Buber und Franz Rosenzweig. Mehrfach nahm sie Gastprofessuren an Universitäten in den USA und in Deutschland wahr, so 1995 die Franz-Rosenzweig-Gastprofessur an der Universität Kassel. 2004 wurde sie zur Ehrenpräsidentin der Internationalen Rosenzweig-Gesellschaft gewählt. Kurz vor ihrem Tod konnte ihr noch eine Festschrift zum 80. Geburtstag überreicht werden: Judaism: Topics, Fragments, Faces, Identities. Jubilee Volume in Honor of Rivka (Jerusalem 2006). Rivka Horwitz starb am 4. Januar 2007 in Jerusalem. 

## Schriften
- Speech and Time in the philosophy of Franz Rosenzweig. (Dissertation) Michigan 1963.
- To the History of Martin Buber's book „I and Thou“ (hebräisch), Jerusalem 1975.
- Buber's Way to „I and Thou“. An Historical Analysis and the First Publication of Martin Buber's Lectures '„Religion als Gegenwart“. Heidelberg 1978, revised edition 1988.
- The Positive Historic Movement. A Study of the beginning of the Conservative movement in the 19th century. Jerusalem 1984.
- Rosenzweig's Letters and Diaries. (Mivhar igroth ve-kitei yoman) with Introduction by Nathan Rotenstreich, Jerusalem 1987.
- Ein Wort der Mahnung an Israel. by M. P. E. Hyle Wechsler (A Word of Warning to Israel), Introduction and Notes by Rivka Horwitz (bilingual) Jerusalem 1991.
- Multiple Faceted Judaism. (hebräisch) Jerusalem 2002.
- Warum ließ Rosenzweig sich nicht taufen? In: Wolfdietrich Schmied-Kowarzik (Hrsg.): Der Philosoph Franz Rosenzweig. Internationaler Kongreß Kassel 1986. 2 Bde., Freiburg/München 1988.
- A Revolutionary Understanding of Judaism. In: Wolfdietrich Schmied-Kowarzik (Hrsg.): Franz Rosenzweigs „neues Denken“. Internationaler Kongreß Kassel 2004. 2 Bde., Freiburg/München 2006.
- Kindheitserinnerung. In: Wolfdietrich Schmied-Kowarzik (Hrsg.): Vergegenwärtigungen des zerstörten jüdischen Erbes. Franz-Rosenzweig-Gastvorlesungen Kassel 1987–1998. Kassel 1997. ISBN 3-7281-2518-0